# Слободян, Олег Александрович
Оле́г Алекса́ндрович Слободя́н (укр. Олег Олександрович Слободян; род. 3 октября 1996, Украина) — украинский футболист, полузащитник клуба «Оболонь».

## Биография
Воспитанник «Смена-Оболонь». Взрослую футбольную карьеру начал в 2013 году в составе «Оболонь-Бровар», выступавшего в любительском чемпионате Украины (7 матчей). На профессиональном уровне дебютировал 14 июля 2013 в домашнем поединке 1-го тура Второй лиги против николаевской «Энергии». Олег вышел на поле на 83-й минуте, заменив Дениса Маринчука. Дебютным голом во взрослом футболе отличился 16 августа 2014 года на 88-й минуте (реализовал пенальти) победный (3:0) домашний поединок 4-го тура Второй лиги против макеевского «Макеевугля». Слободян вышел на поле на 75-й минуте, заменив Василия Продана. По итогам сезона помог «пивоварам» занять второе место во Второй лиге и завоевать путевку в Первую лигу. В первой части следующего сезона сыграл 8 матчей в Первой лиге и 2 поединка в кубке Украины, затем получил травму пяти, перенёс операцию, из-за чего был вне футбола в течение трёх месяцев. К тренировкам в общей группе вернулся в середине августа 2016 года. Однако без участия Олега «Оболонь-Бровар» по итогам сезона стала бронзовым призером Первой лиги. В середине июня 2018 года подписал с клубом новый 3-летний контракт.

## Личная жизнь
Отец, Александр Слободян, почетный президент клуба «Оболонь». Брат, Вадим Слободян, бывший футболист киевской «Оболони».